# Ceraia tibialoides
Ceraia tibialoides är en insektsart som beskrevs av Emsley och Nickle 1969. Ceraia tibialoides ingår i släktet Ceraia och familjen vårtbitare.

## Underarter
Arten delas in i följande underarter:
- C. t. tibialoides
- C. t. panamensis